# Aichryson brevipetalum
Aichryson brevipetalum és una espècie de planta del gènere Aichryson de la família de les Crassulaceae.

## Taxonomia
Aichryson brevipetalum Praeger va ser descrita per Robert Lloyd Praeger i publicada a Journal of Botany, British and Foreign 66: 221. 1928.
Etimologia
- brevipetalum : epítet llatí que significa 'pètals curts'.[2]